# Hénin-sur-Cojeul
Hénin-sur-Cojeul – miejscowość i gmina we Francji, w regionie Hauts-de-France, w departamencie Pas-de-Calais.
Według danych na rok 1990 gminę zamieszkiwało 365 osób, a gęstość zaludnienia wynosiła 54 osób/km² (wśród 1549 gmin regionu Nord-Pas-de-Calais Hénin-sur-Cojeul plasuje się na 876. miejscu pod względem liczby ludności, natomiast pod względem powierzchni na miejscu 535.).